# Wirada tijuca
Wirada tijuca is een spinnensoort in de taxonomische indeling van de kogelspinnen (Theridiidae).
Het dier behoort tot het geslacht Wirada. De wetenschappelijke naam van de soort werd voor het eerst geldig gepubliceerd in 1967 door Herbert Walter Levi.